# Frida Damgaard
Frida Maag Damgaard (født 24. juni 2000 i Odense) er en kvindelig dansk håndboldspiller, der spiller for Vendsyssel Håndbold i Damehåndboldligaen og tidligere Danmark U/19-håndboldlandshold.